# Interaccionisme
L'interaccionisme és un corrent teòric de la sociologia que es basa a estudiar la interacció social com a nucli dels diferents fenòmens culturals, entre ells els conflictes o la formació de grups. L'escola interaccionista que més desenvolupament ha tingut és la de l'interaccionisme simbòlic.
L'interaccionisme rebutja l'estructuralisme i basa la seva recerca en dades qualitatives on la comunicació entre els individus té un paper fonamental.